# Polvillos
Polvillos, även San Bartolo Quinta Sección, är en ort i Mexiko, tillhörande kommunen Amanalco i den västra delen av delstaten Mexiko, i den centrala delen av landet. Orten hade 1 421 invånare vid folkräkningen 2010.